# Gunnar Graarud
Gunnar Graarud, född 1 juni 1886 i Holmestrand, Norge, död 6 december 1960 i Stuttgart, Västtyskland, var en norsk operatenor.
Graarud blev diplomingenjör i Karlsruhe 1913, var sångelev till Hauschild i München och F. Hussler i Berlin. Han debuterade 1918 och sjöng därefter bland annat på operorna i Paris, Hamburg, Berlin, Dresden, Budapest, Monte Carlo och Bryssel. Från 1928 var han anställd vid Wiener Staatsoper. 1927–1928 sjöng Graarud Tristan och 1930–1931 Parsifal, Siegfried och Siegmund vid Bayreuthfestspelen.

## Diskografi
- 1928 – Tristan und Isolde (med Anny Helm, Gustav Rodin, Nanny Larsén-Todsen, Rudolf Bockelmann, Bayreuth Festival Orchestra)